# Il santo Perdono
Il santo Perdono è un dipinto olio su tela con soggetto sacro realizzato da Ponziano Loverini nel 1901, e conservato nella parte superiore dell'altare maggiore della chiesa di Santa Maria degli Angeli e San Francesco di Milano.

## Storia
Nel 1901 Loverini ricevette molte commissioni, tra queste il grande dipinto raffigurante il Perdono d'Assisi per la nuova chiesa dei frati cappuccini di Milano, chiesa dedicata a Santa Maria degli Angeli e san Francesco, consacrata nel 1904. I frati avevano avuto alla fine del XIX secolo il permesso di ricostruire la loro chiesa e il monastero, dedicandola all'indulgenza Plenaria conosciuta come il Perdono d'Assisi legata alla chiesetta della Porziuncola inserita nella grande basilica di Santa Maria degli Angeli, dove nella notte del 1221 san Francesco d'Assisi incontrò Gesù e Maria, e a loro chiese l'indulgenza, il perdono di ogni peccato per tutti quelli che pentiti vi si fossero recati, e nel 1223 il santo fu nuovamente visitato dalla visione di Cristo e Maria; proprio a raffigurazione di questo evento fu richiesta la tela, prendendo spunto dalla grande pala della fine del Trecento “Annunciazione e Storie del Perdono di Assisi”, opera di Ilario da Viterbo presente nella Porziuncola.
L'artista aveva già eseguito opere a tema francescano per la basilica alessandrina di Bergamo, nonché l'estasi per il santuario della Beata Vergine del Rosario di Pompei.
La grande tela fu commissionata a Loverini da padre superiore Paolino da Verdello, che forse conosceva il grande dipinto Santa Grata regge il capo di sant'Alessandro martirizzato che il giovane artista gandinese aveva realizzato come dono a papa Leone XIII in occasione del suo cinquantesimo anno di sacerdozio, perché originario della terra bergamasca. Loverini per eseguire i lavori sul santo d'Assisi aveva già dal 1899 studiato e letto diversi documenti come indicato in una lettera del 31 maggio 1899: Fu il padre provinciale Guglielmo da Bergamo a chiedere a Loverini alcuni modifiche ai bozzetti preparatori che erano stati già accettati. Vi fu una certa discussione circa il coro angelico presente nell'opera e l'angelo che avrebbe dovuto sorreggere il santo. Dai documenti si evince che Loverini ottenne che la sua opera iniziale non avrebbe subito grandi modifiche, anche se l'angelo richiesto dal pittore non fu inserito nell'opera. Presente la schiera di angeli e l'angelo con il giglio segno di purezza. 
Non vi è la data esatta di consegna del dipinto, l'artista gandinese iniziò l'opera nel 1898 con un lavoro di circa dieci mesi. Il 31 maggio 1900 il dipinto non era stato ancora pagato e risulta che l'artista concesse uno sconto sulla commissione: «lesinare qualche cosa pe santo poverello d'Assisi ma non troppo». Dal prezzo pattuito di 5000 lire, risulta il pagamento di 2500 del 16 giugno 1900.

## Descrizione e stile
(Angelo Pinetti)

Il dipinto ottenne da subito il favore dei frati, risulta infatti del 1959 di padre Imedio da Castellanza la definizione: 
Il dipinto posto nella parte superiore del coro presbiteriale, raffigura nella parte superiore la Madonna con le mani giunte e lo sguardo verso il Figlio che le sta accanto, in abiti rossi nell'atto di tendere il braccio verso il poverello d'Assisi. Intorno a loro il cielo dorato e luminoso del paradiso, dove uno stuolo di angeli in candide vesti posto sul lato destro, scende fino raggiungere la raffigurazione di san Francesco inginocchiato e in estasi, con lo sguardo in preghiera rivolta verso l'alto. Accanto a lui due angeli con il giglio segno di purezza e un arnese atto al martirio, mentre un terzo angelo suona il violino. Il dipinto vuole, come molti lavori del Loverini, raccontare una storia, la storia dell'apparizione mariana con il Figlio e la concessione dell'indulgenza plenaria per il peccatore pentito e confessato, che avesse visitato la piccola chiesa della Purziuncola.